# Gasthaus Lamm (Langenbrettach)

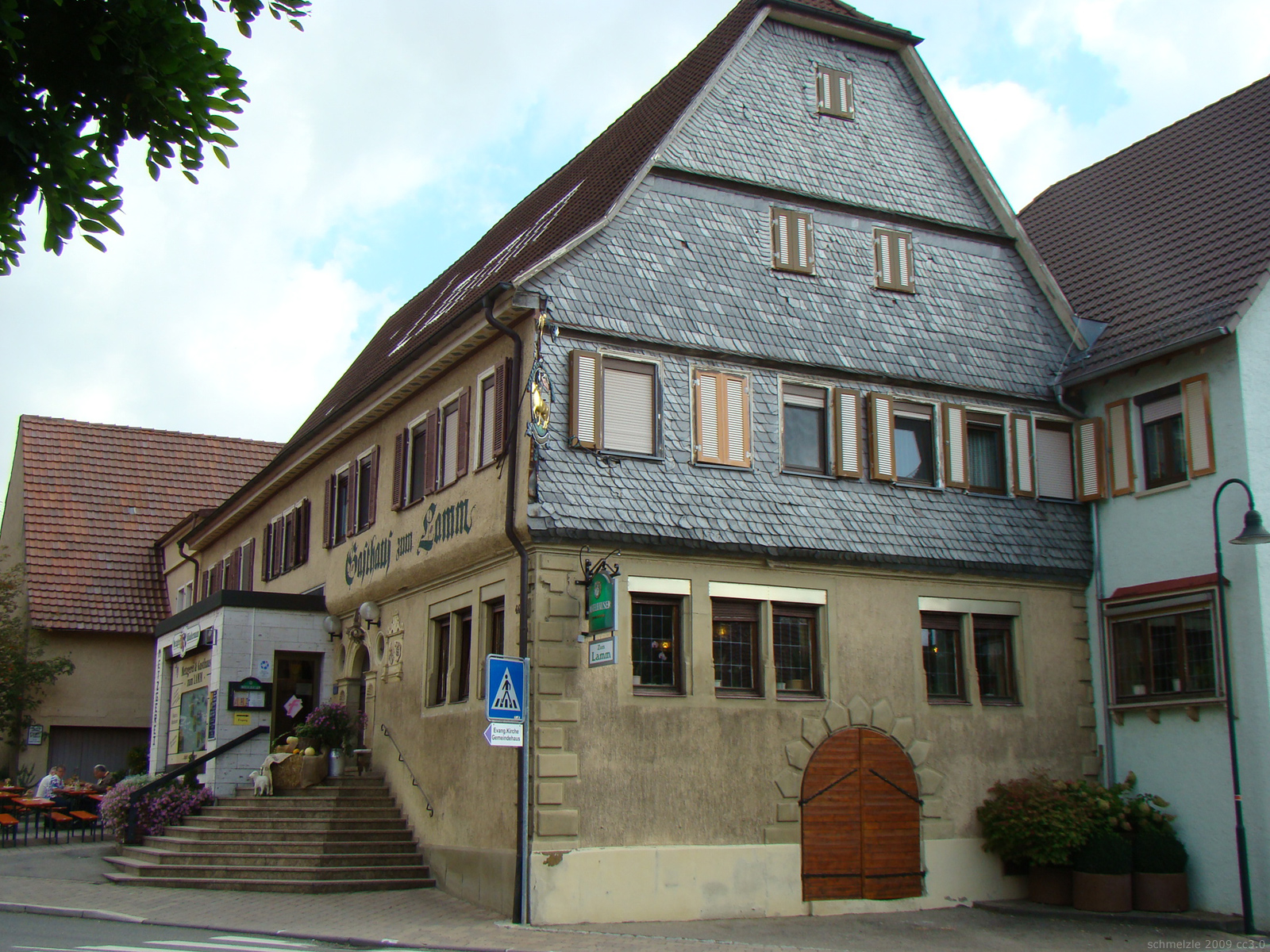
Gasthaus Lamm in Langenbrettach-Brettach

Das Gasthaus Lamm in Langenbrettach-Brettach im Landkreis Heilbronn im nördlichen Baden-Württemberg geht im Kern auf das Jahr 1601 zurück und ist eines der ältesten Gebäude des Ortes. Ein Gasthaus befindet sich in dem vielfach umgebauten Gebäude an der Hauptstraße 44 seit etwa 1705.

## Geschichte

### Ayermannshof und Übergang an die Familie Greiner

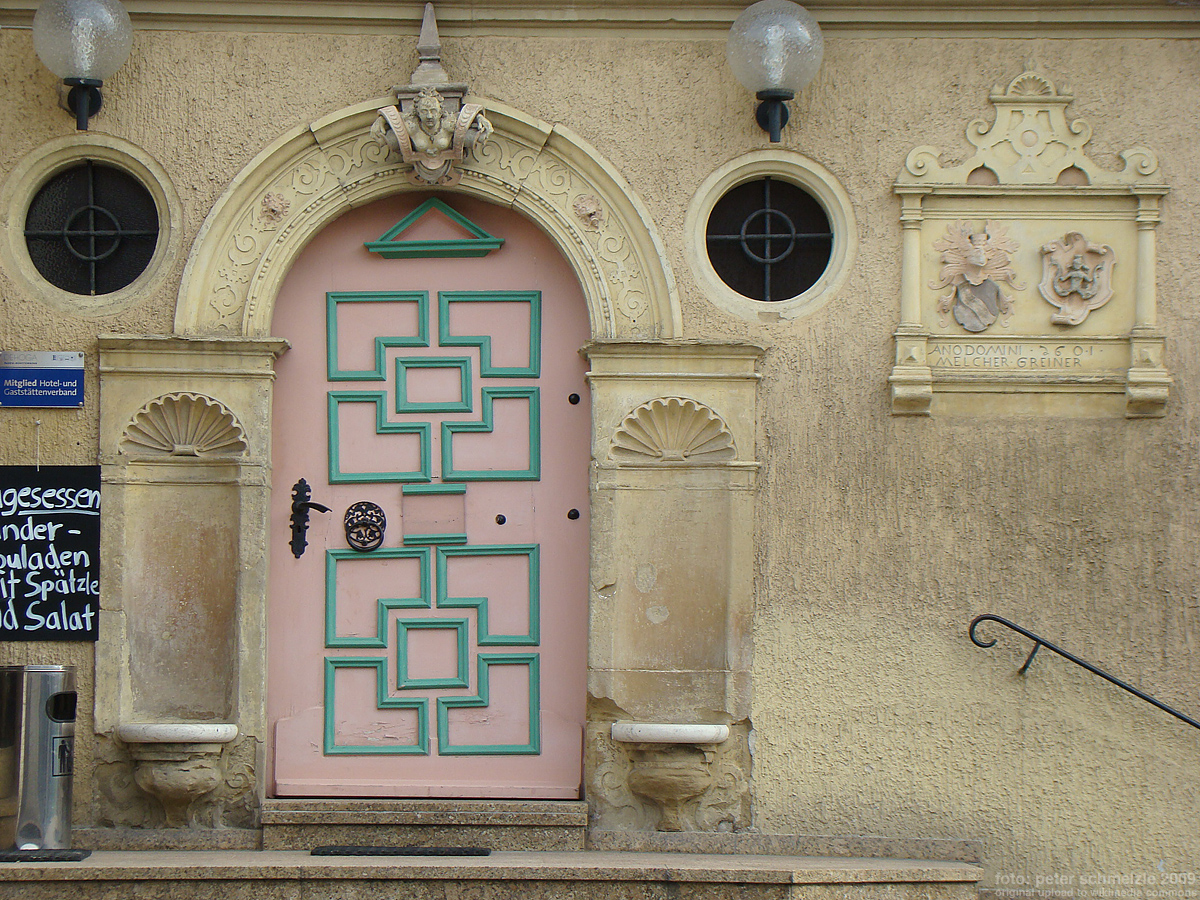
Portal des Gasthauses

Im ausgehenden Mittelalter befand sich an der Stelle des heutigen Gasthauses in Brettach der stattliche Ayermannshof, ein großer landwirtschaftlicher Gutshof. Der Hof war im späten 16. Jahrhundert im Besitz von Philipp Ayermann und gelangte nach dessen Tod über die Heirat seiner Tochter Barbara an den um 1590 aus Fischbach im Schwäbischen Wald nach Brettach gekommenen Melchior (oder Melcher) Greiner, den Sohn eines Guts- und Glashüttenbesitzers. Dieser ließ das Hauptgebäude des Hofes abreißen und 1601 wahrscheinlich auf dem alten Kellergewölbe des Vorgängerbauwerks ein neues Hauptgebäude mit Schmuckelementen im Stil der Renaissance errichten. Der Wappenstein am Gasthaus Lamm zeigt das Doppelwappen der Familie Greiner, das Melchior Greiners Vater Hans am 2. August 1591 vom Hofpfalzgrafen Melissius in Heidelberg verliehen worden war: links im Schild den gewundenen Fischbach, darüber als Helmzier den mit Noppen verzierten Nuppenbecher, das Wahrzeichen der Glasbläserzunft, rechts im Schild ein doppelleibiges Fischweib bekrönt von einem Fischkopf. Das Portal des Gebäudes wird von Sitznischen flankiert, im Beschlagwerk des halbrunden Portalbogens sind zwei Löwenköpfe eingearbeitet, und bekrönt wird er von Rollwerk mit einer herausragenden, barbusigen weiblichen Halbfigur, die von einem kleinen Obelisken überragt wird.
Melchior Greiner ging nach dem frühen Tod seiner ersten und zweiten Frau jeweils neue Ehen ein und war bis zu seinem Tod um 1631 insgesamt über 40 Jahre verheiratet, den Verbindungen entsprangen insgesamt 15 Kinder. In der Gaststube des Gebäudes sind zwei renaissancezeitliche Säulenkapitelle aus Sandstein mit plastisch herausgearbeiteten Köpfen erhalten, von denen man annimmt, dass der Frauenkopf Greiners früh verstorbene erste Frau Barbara († zwischen 1597 und 1600) und der Kinderkopf ein früh verstorbenes Kind aus dieser Ehe darstellen. In der Brettacher Ägidiuskirche ist ein nach 1630 entstandenes Auferstehungsbild erhalten, das Melchior Greiner mit sechs seiner Familienmitglieder zeigt. Die Familie Greiner bestand in Brettach über etliche Generationen fort, bevor ab 1751 nur noch Greiner-Mädchen geboren wurden und damit der Name ausstarb. Die letzte Hochzeit einer Greiner-Tochter war im Jahr 1793.

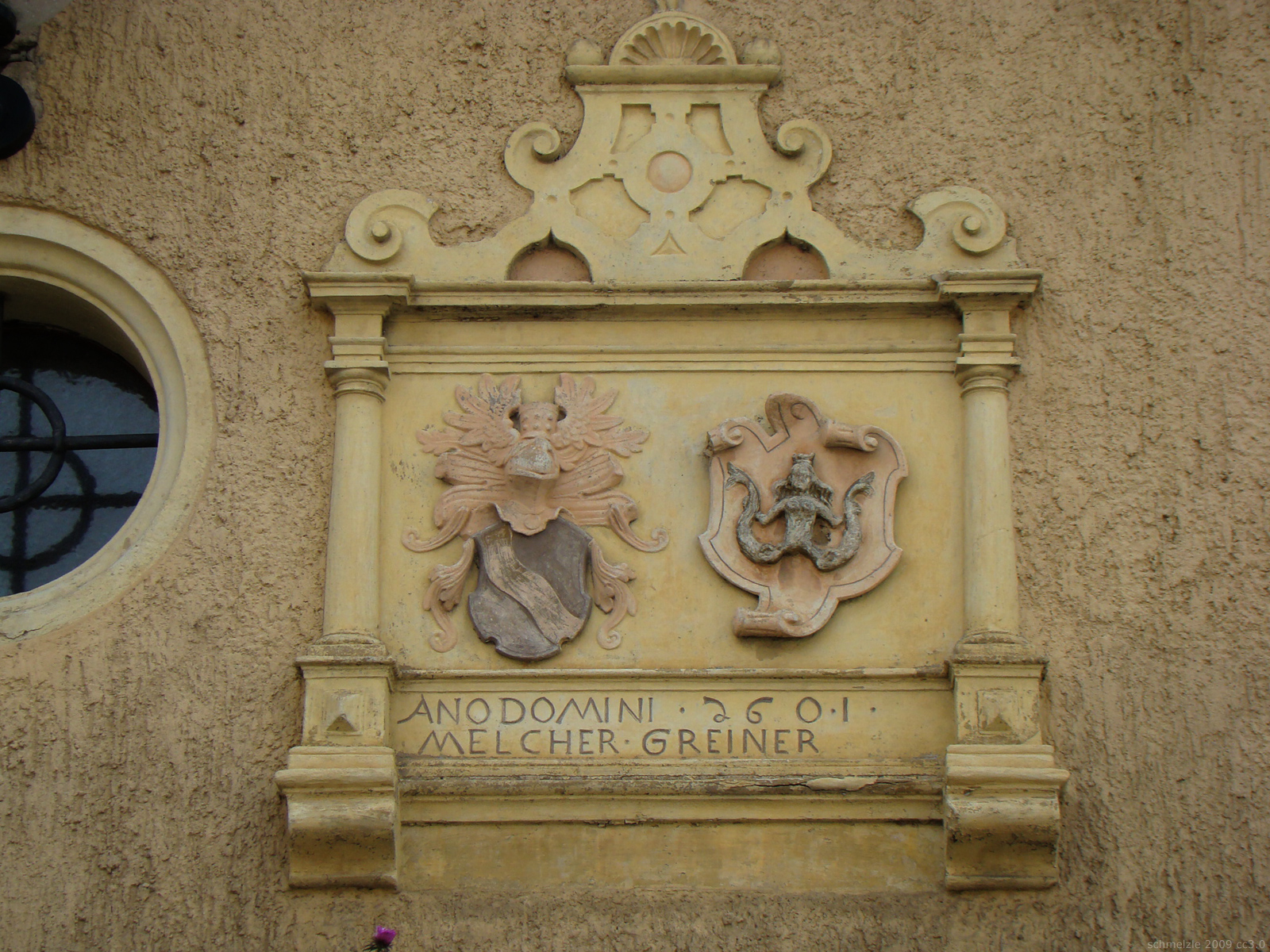
Hausmarke der Greiner von 1601
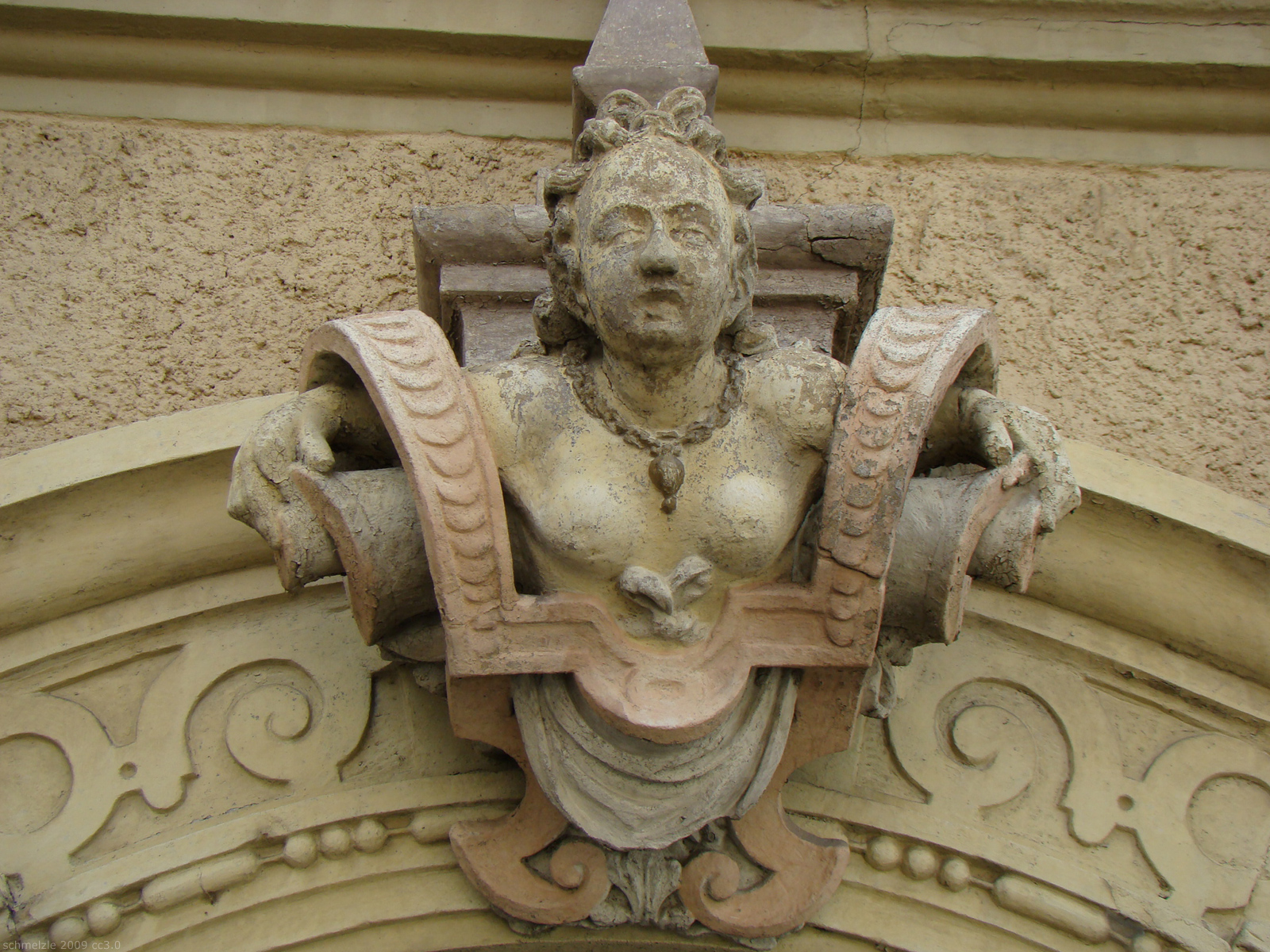
Rollwerk mit Halbfigur als Portalschmuck
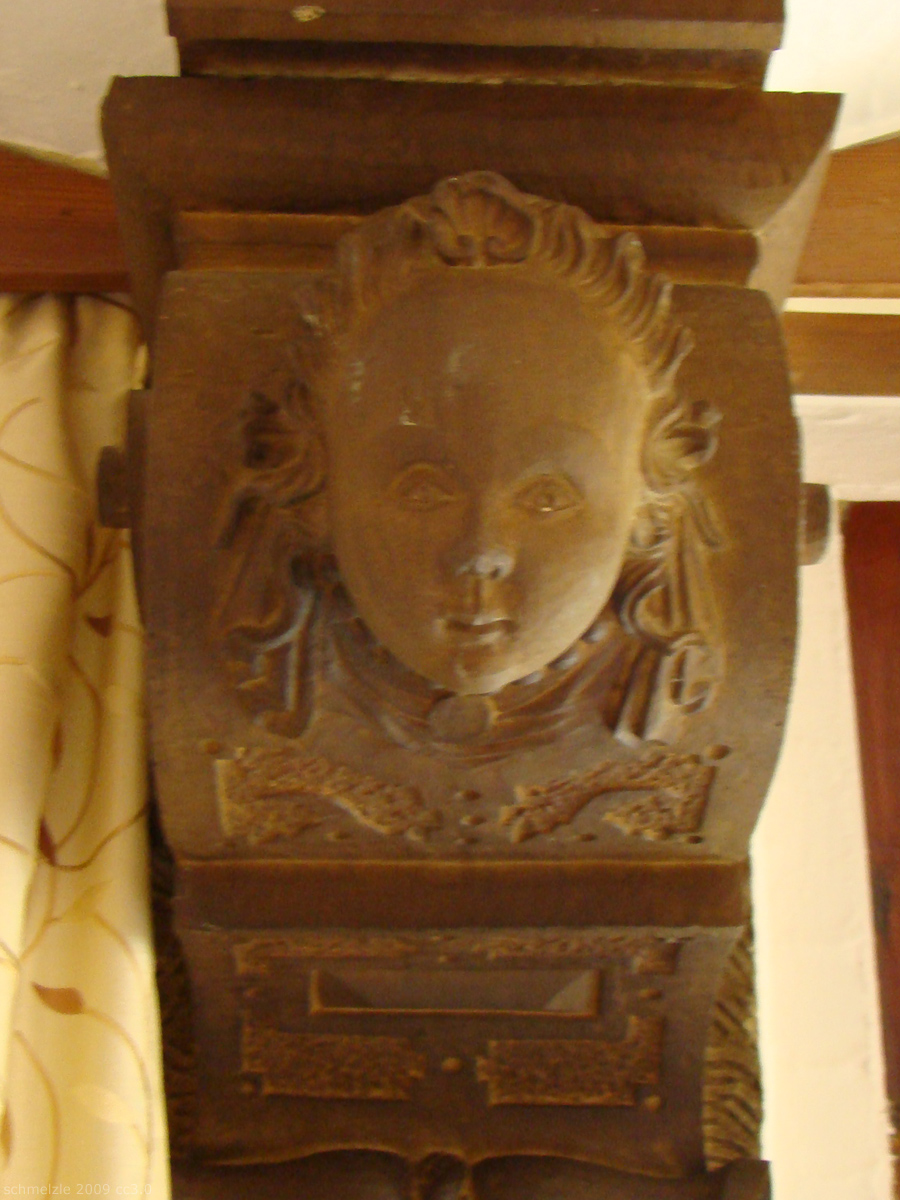
Säulenkapitell mit Frauenkopf

### Gasthaus seit etwa 1705

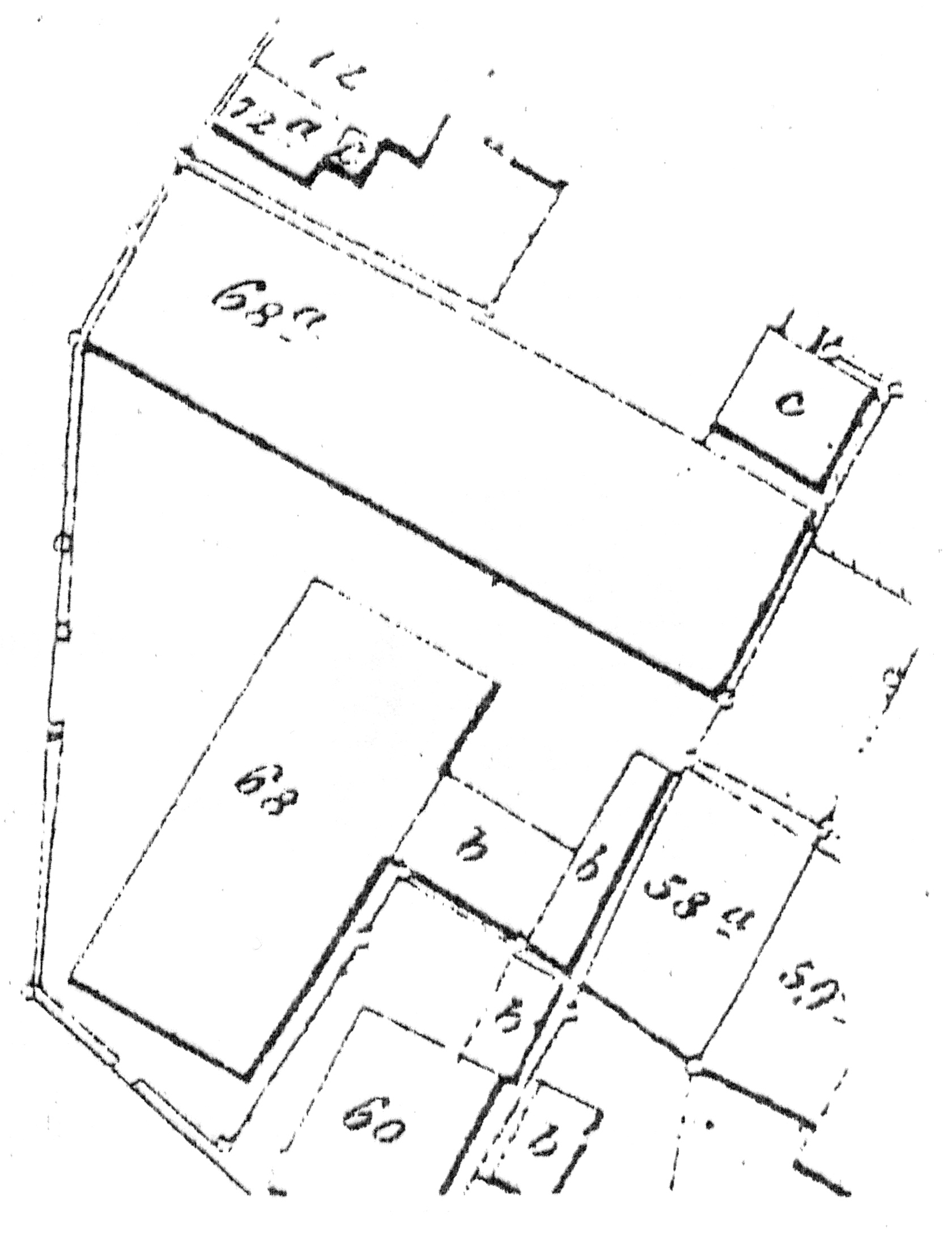
Lageplan des Gasthofs (bez. Nr. 68) mit Nebengebäuden (bez. Nr. 68 a und b) und Mauer, 1834

Als Gasthaus dient das Anwesen seit ungefähr 1705. In jenem Jahr heiratete der Metzger Hans Peter Sann(en)wald aus Eberstadt die Öhringer Witwe Anna Rosina Kuch. Sann(en)wald, der im Brettacher Sterbebuch als erster Lammwirt und im Taufbuch mehrfach als Gastgeber genannt wird, erwarb das Anwesen vermutlich nach seiner Hochzeit. Auch sein Name ist in der Brettacher Ägidiuskirche erhalten, als Stiftername auf einer der Emporentafeln.
Der zum Lamm gehörige Hof umfasste mehrere Nebengebäude und war einst auch ummauert. Ein Gebäudeverzeichnis von 1858 nennt an Nebengebäuden eine große Scheuer mit drei Tennen und doppelter Vieh- und Pferdestallung mit eingerichteter Bierbrauerei und einem gewölbten Keller, ein Wasch- und Backhaus mit eingerichteter Branntweinbrennerei und Schweineställen sowie ein Gartenhaus mit Kegelbahn hinter der Scheune. Als im späten 19. Jahrhundert ein regelmäßiger Postkutschendienst von Neuenstadt am Kocher nach Bretzfeld über Brettach eingerichtet wurde, war das Gasthaus auch Poststation.
Die Besitzerfamilien des Gasthauses haben vielfach gewechselt. Im Jahr 1921 erwarben Wilhelm und Wilhelmine Häußermann das Anwesen. Ihre Eltern hatten 1889 eine Metzgerei gegründet. Die Familie Häußermann stammt von der Familie Greiner, den Erbauern des heutigen Hauptgebäudes, ab.
Im Zweiten Weltkrieg befand sich im Gewölbekeller des Anwesens ein Reifenlager der NSU Motorenwerke. In den letzten Kriegstagen diente der massive Keller auch als Luftschutzkeller mit 40 Betten. 1948 wurde im Saal des Gebäudes ein Kino eingerichtet, das bis 1972 bestand.
Inzwischen bewirtschaftet die Besitzerfamilie Häußermann das Lamm in der dritten Generation, eine Metzgerei führt sie in vierter Generation.